# エミール・ファブリ
エミール・ファブリ（Émile Fabry、1865年12月31日 -1966年2月27日）は、ベルギー象徴主義の美術家。ジャン・デルヴィルらと共にベルギーの象徴主義のグループ「Pour l'art（芸術のために）」などを結成して活動した。

## 略歴
リエージュ州のヴェルヴィエで生まれた。少年時代にブリュッセルに移り、ブリュッセル王立美術アカデミーのジャン＝フランソワ・ポルテールに学んだ。1892年に象徴主義の画家、ジャン・デルヴィルらと美術家集団「プール・ラール」の創立メンバーとなった。1893年と1894年にはパリの象徴派の展覧会、「薔薇十字サロン」（Salon de la Rose + Croix）にも出展した。 1896年にデルヴィルらが創設した別の美術家集団「Salon d'Art Idéaliste(理想主義芸術展)」の展覧会にも出展した。1890年代の終わりにアール・ヌーボーの建築家、ヴィクトール・オルタやポール・アンカールの建築プロジェクトに参加し、そのスタイルは象徴主義から離れた。1900年にブリュッセル王立美術アカデミーで教え始め、1939年までその仕事を続けた。第一次世界大戦中はロンドンに滞在し、イギリスの「ラファエル前派」の作品を研究した。1920年にはデルヴィルやコンスタン・モンタルドらと「L'art monumental」を結成した。1923年にはアカデミーの壁画及び装飾美術部長に就任し、王立アカデミーの会員に選ばれた。
ヴォリュウェ＝サン＝ピエールで100歳で没した。

## ファブリの絵画

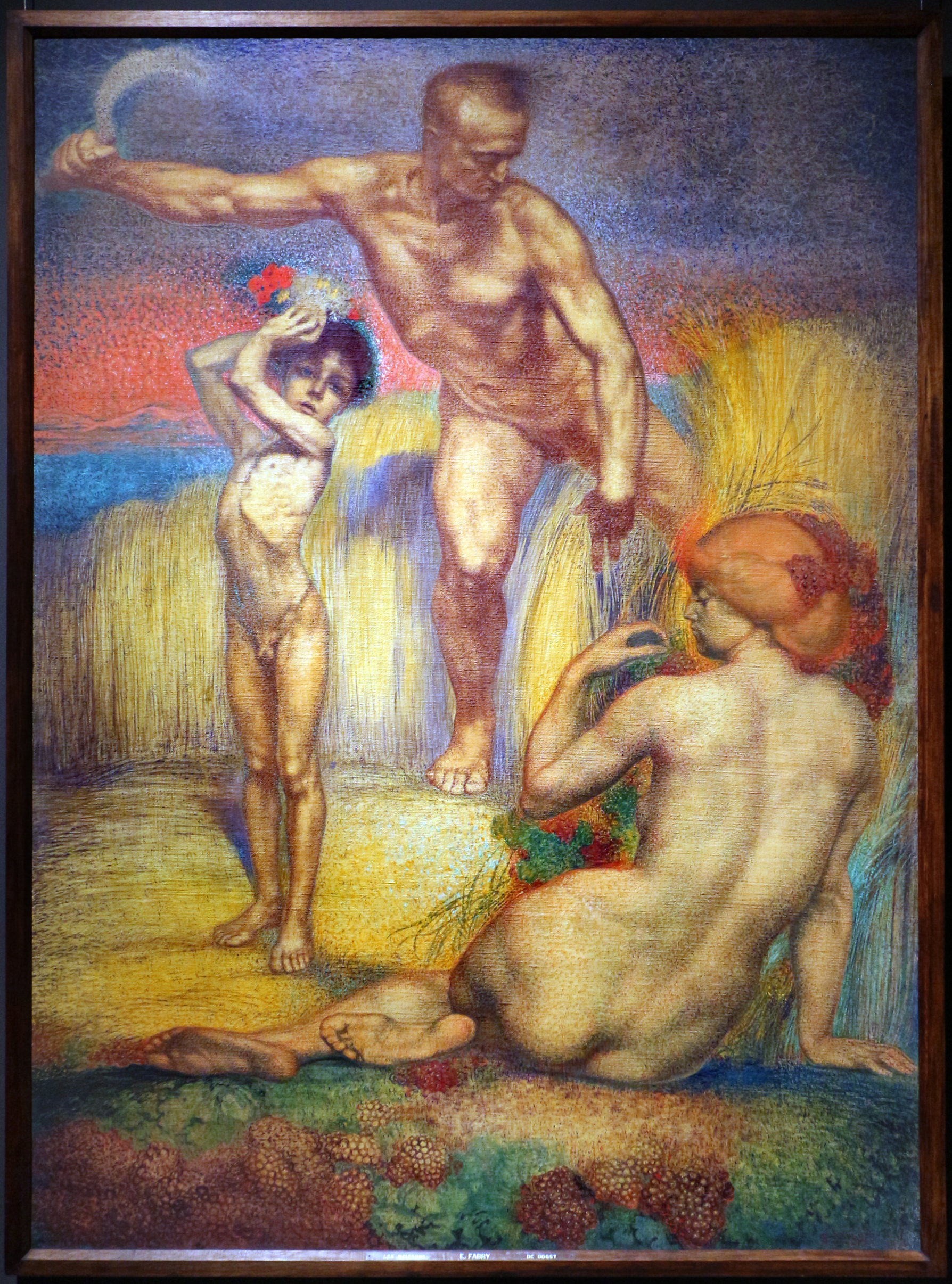
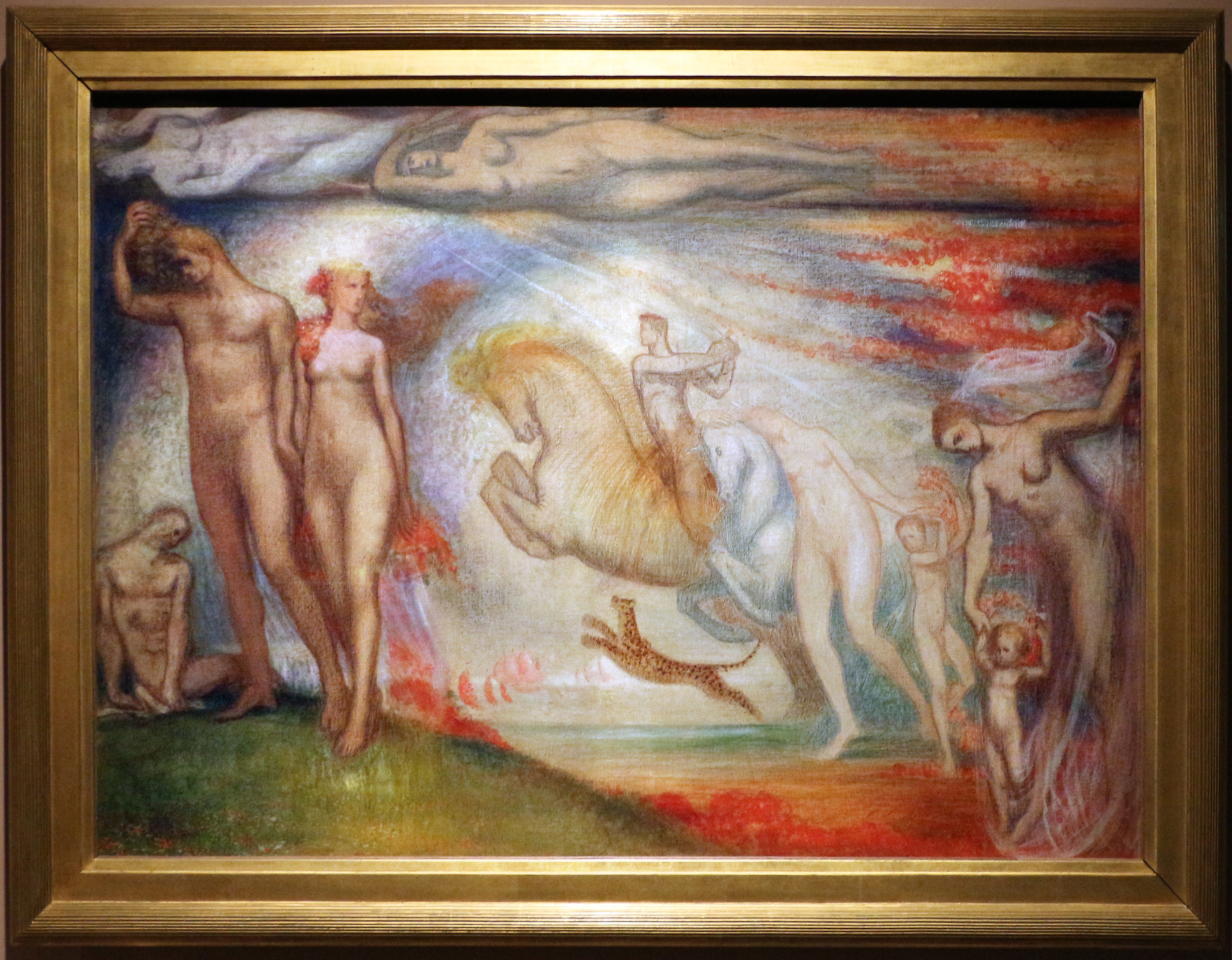